# クロッカーズ
『クロッカーズ』（原題：Clockers）は、1995年制作のアメリカ合衆国の映画。スパイク・リー監督、マーティン・スコセッシ製作。
アメリカの麻薬社会と麻薬犯罪に手を染めるアフリカ系アメリカ人の現状を描いた問題作。

## あらすじ
ニューヨーク・ブルックリンで麻薬密売組織のボス、ロドニー・リトルと敵対する麻薬ディーラーが殺された。ニューヨーク市警察の刑事ロッコとラリーが捜査を進めていると、ヴィクターという黒人の男が殺害を告白した。ヴィクターは真面目な働き者として有名だったが、彼の弟ストライクはロドニーの手下の麻薬ディーラーだった。殺人はストライクの犯行だった。
ロッコはヴィクターが弟をかばっていると推察して組織への陽動作戦を展開、ストライクとロドニー一味を追い詰めて行く。

## キャスト
| 役名                       | 俳優                   | 日本語吹替 |
| -------------------------- | ---------------------- | ---------- |
| ロッコ・クレイン刑事       | ハーヴェイ・カイテル   | 小林勝彦   |
| ラリー・マジリ刑事         | ジョン・タトゥーロ     | 郷里大輔   |
| ロドニー・リトル           | デルロイ・リンドー     | 池田勝     |
| ストライク・ダンハム       | メキ・ファイファー     | 宮本充     |
| ヴィクター・ダンハム       | イザイア・ワシントン   | 中村秀利   |
| アンドレ・ザ・ジャイアント | キース・デイヴィッド   | 坂東尚樹   |
| ショーティ                 | ピー・ウィー・ラブ     |            |
| チャッキー                 | スパイク・リー         |            |
| ビル                       | ハリー・J・レニックス  |            |
| ジョジョ                   | マイケル・インペリオリ |            |
| 警官                       | マイケル・バダルコ     |            |

## 評価
レビュー・アグリゲーターのRotten Tomatoesでは62件のレビューで支持率は73%、平均点は6.90/10となった。Metacriticでは20件のレビューを基に加重平均値が71/100となった。